# Пандан

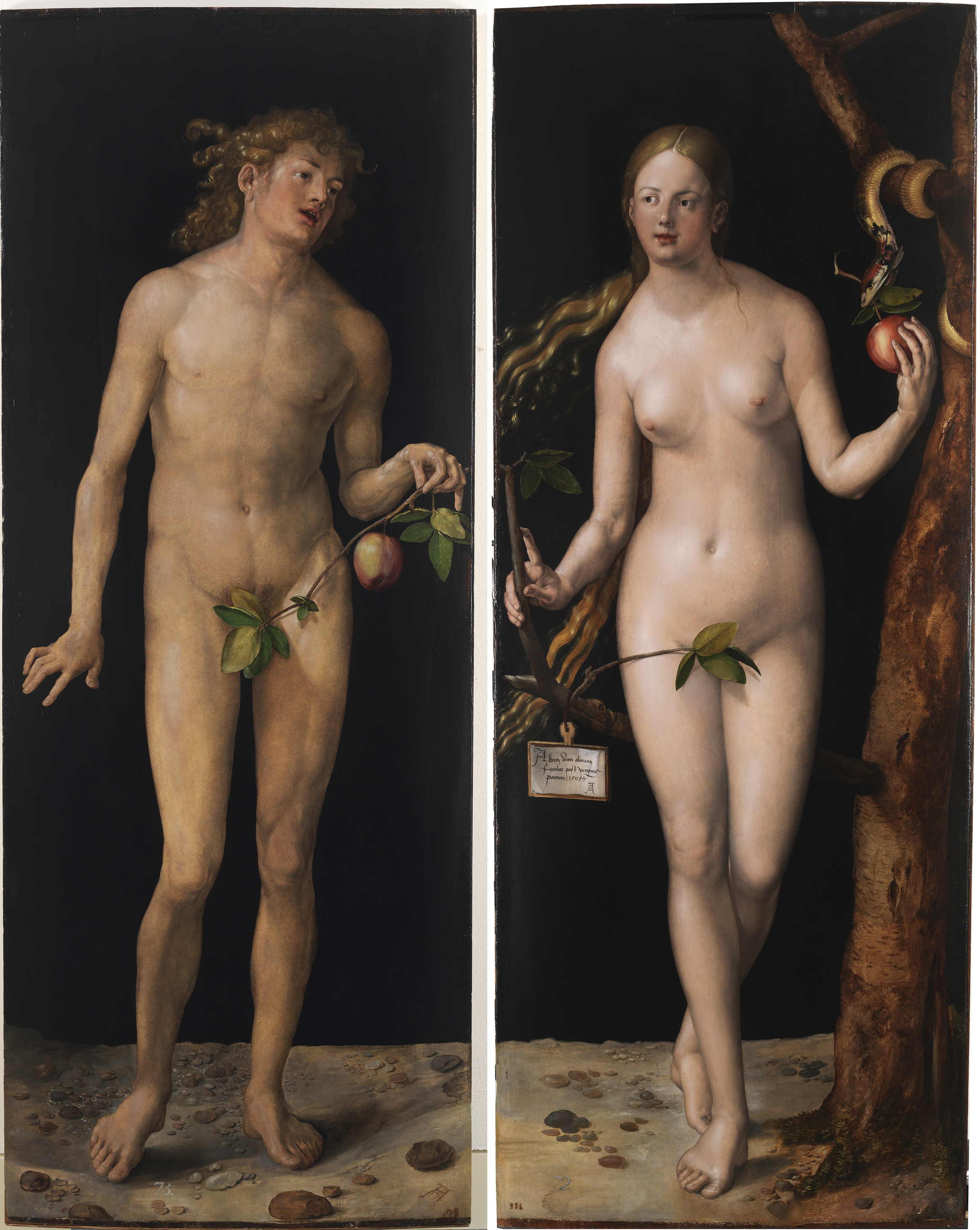
Диптих Дюрера «Адам и Ева» (полотна вывешены в музее Прадо панданом)

Панда́н (фр. pendant «висячий») — предмет, парный другому; таким образом, панданами называются:
- две картины, равные по величине, похожие одна на другую и предназначенные для симметричного размещения на стене;
- две статуи, соответствующие одна другой размером, позой и выражением изображённых фигур;
- две вазы одинаковой формы и схожей орнаментации (или наоборот[источник не указан 512 дней]), помещённые с той и другой стороны средней вещи в каминном гарнитуре;
- два одинаковых подсвечника, стоящих на письменном столе по бокам чернильницы, и т. п.

Д. Ровинский и другие апологеты очищения русского языка от заимствований предлагали вместо термина «пандан» ввести в употребление чисто русское слово «дружка».

## Парные портреты
Парные портреты в России входят в моду с середины XVIII века, хотя в Западной Европе они появляются намного раньше.  Обычно они изображают семейную чету, и хотя могут быть сделаны до свадьбы, обычно запечатлевают молодожёнов, либо же супругов в середине жизни; портреты в старости встречаются реже. Обычно они пишутся одним и тем же художником, но иногда второе из полотен может оказаться дописанным позже в пару к уже имеющемуся. Парные портреты одинаковы по размеру, месту, которое фигура занимает на холсте, согласованы по цвету, рисунку, фону и другим особенностям. Модели обычно обращены лицом друг к другу, и, будучи повешены в дворянском гнезде рядом, структурировали интерьер.

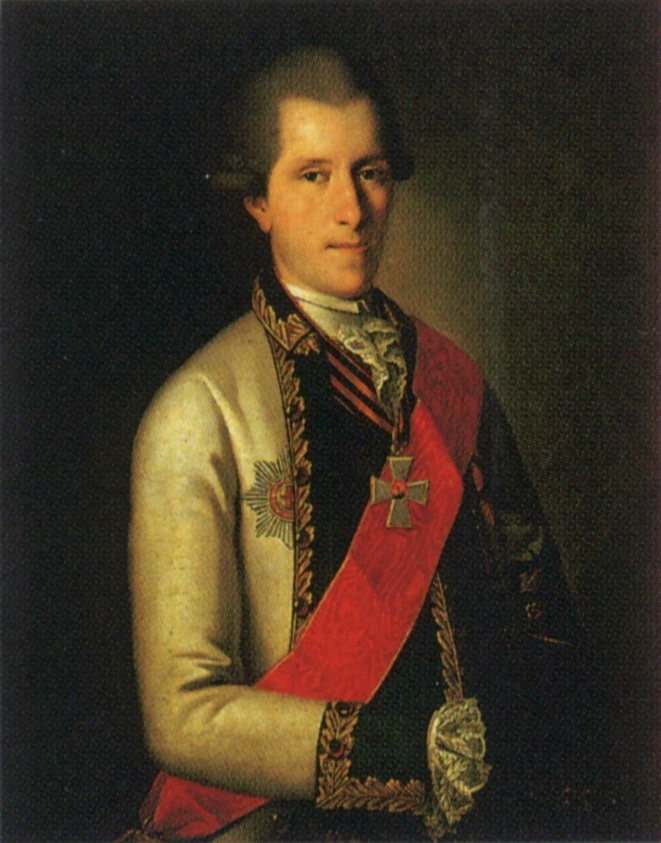
Карл Людвиг Христинек. «Портрет Самуила Грейга»
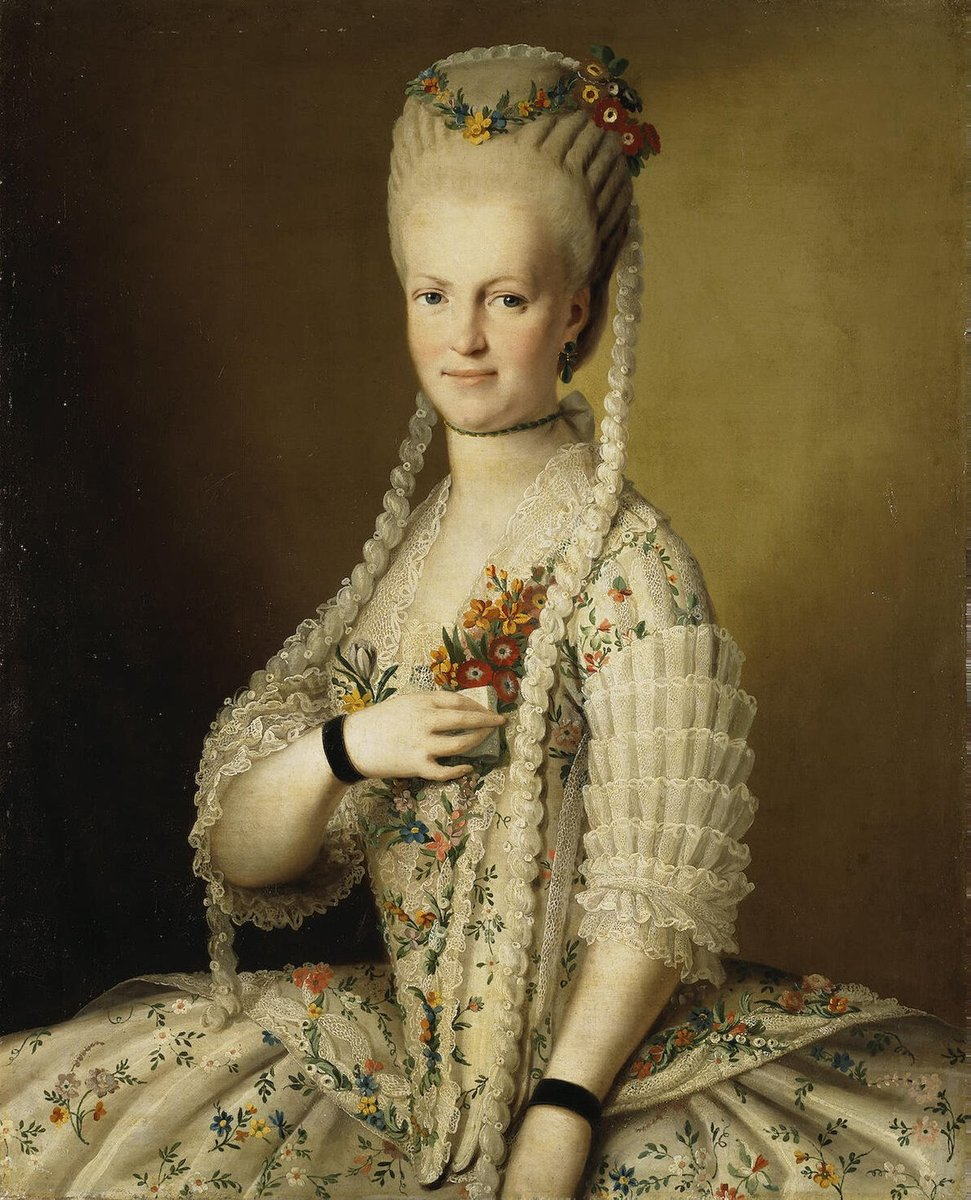
Карл Людвиг Христинек. «Портрет Сары Грейг, его супруги»